# Tres (pel·lícula)
Tres és una pel·lícula del 2021 amb elements de fantasia i thriller dirigida per Juanjo Giménez Peña i protagonitzada per Marta Nieto i Miki Esparbé. És una coproducció hispano-lituana-francesa. Ha estat doblada al català.

## Premissa
El cervell de C., una dissenyadora de so, comença a processar el so més tard que les imatges visuals. Així mateix, també adquireix la capacitat d'escoltar el que havia passat en un lloc on no havia estat abans.

## Repartiment
- Marta Nieto com a C.[3]
- Miki Esparbé com a Iván.[4]

## Producció
Tres és una coproducció internacional conjunta Espanya-Lituània-França, produïda per Frida Films, Nadir Films, M-Films i Manny Films. Va rebre ajuda de l'ICAA, l'ICEC, AGADIC, i va tenir participació de TVG, TV3 i Canal+, que també rep finançament del MEDIA i Eurimages. Fou dirigida per Juanjo Giménez Peña, que també va escriure el guió al costat de Pere Altimira.

## Estrena
La pel·lícula va fer la seva estrena mundial a la 18a Giornate degli Autori, i també es va projectar al Festival Internacional de Cinema de Toronto i al Festival Internacional de Cinema Fantàstic de Catalunya. Fou distribuïda per Filmax, es va estrenar a les sales d'Espanya el 5 de novembre de 2021 i Le Pacte s'encarrega de les estrenes internacionals.

## Recepció
En una ressenya a El Periódico de Catalunya, Beatriz Martínez va donar a Tres 4 de 5 estrelles, considerant que la pel·lícula és "una al·legoria de la pèrdua de vincles amb la realitat quan tot ens envolta s'esfrondra", etiquetant el nombre de capes (diferents) de la pel·lícula com a "prodigiós".
Sergi Sánchez de La Razón li va atorgar 5 sobre 5 estrelles, exaltant com "aborda el so amb un rigor estètic insòlit, sense oblidar mai d'endinsar-se en el viatge emocional de la seva protagonista", tot advertint que la seva arriscada proposta formal pot desanimar a més d'un espectador.
Carlos Marañón de Cinemanía ha donat a la pel·lícula 3,5 sobre 5 estrelles, i va escriure que la pel·lícula proposa "una història sustentada en l'oposició entre el silenci i el so", d'una manera tan efectiva com inquietant, "que ens apropa a la senzillesa del cinema pur".
Ricardo Rosado de Fotogramas va donar a la pel·lícula 4 de 5 estrelles, destacant-ne 1) el protagonisme de la premissa de la pel·lícula sobre el melodrama; i 2) Marta Nieto, per ser una de les millors coses de la pel·lícula.

## Premis i nominacions
| Any  | Premi                                          | Categoria                               | Nominat                                                | Resultat  | Ref    |
| ---- | ---------------------------------------------- | --------------------------------------- | ------------------------------------------------------ | --------- | ------ |
| 2021 | XXVII Premis Cinematogràfics José María Forqué | Millor actriu de pel·lícula             | Marta Nieto                                            | Nominat   | [ 14 ] |
| 2022 | IX Premis Feroz                                | Millor pel·lícula dramàtica             | Millor pel·lícula dramàtica                            | Nominat   | [ 15 ] |
| 2022 | IX Premis Feroz                                | Millor guió                             | Juanjo Giménez & Pere Altimira                         | Nominat   | [ 15 ] |
| 2022 | IX Premis Feroz                                | Millor actriu protagonista              | Marta Nieto                                            | Nominat   | [ 15 ] |
| 2022 | XXXVI Premis Goya                              | Millor guió original                    | Juanjo Giménez Peña & Pere Altimira                    | Nominat   | [ 16 ] |
| 2022 | XXXVI Premis Goya                              | Millor so                               | Dani Fontrodona, Oriol Tarragó, Marc Bech, Marc Orts   | Guanyador | [ 16 ] |
| 2022 | Premis Gaudí de 2022                           | Millor pel·lícula no catalana           | Millor pel·lícula no catalana                          | Nominat   | [ 17 ] |
| 2022 | Premis Gaudí de 2022                           | Millor guió                             | Juanjo Giménez, Pere Altimira                          | Nominat   | [ 17 ] |
| 2022 | Premis Gaudí de 2022                           | Millor actriu                           | Marta Nieto                                            | Nominat   | [ 17 ] |
| 2022 | Premis Gaudí de 2022                           | Millor actor secundari                  | Miki Esparbé                                           | Nominat   | [ 17 ] |
| 2022 | Premis Gaudí de 2022                           | Millor so                               | Daniel Fontrodona, Oriol Tarragó, Marc Bech, Marc Orts | Guanyador | [ 17 ] |
| 2022 | Premis Gaudí de 2022                           | Premi del públic a la millor pel·lícula | Premi del públic a la millor pel·lícula                | Nominat   | [ 17 ] |